# Cabera quadrifasciaria
Cabera quadrifasciaria är en fjärilsart som beskrevs av Alpheus Spring Packard 1873. Cabera quadrifasciaria ingår i släktet Cabera och familjen mätare. Inga underarter finns listade i Catalogue of Life.